# J'aime pas la chanson
 (février 2025).
Si vous disposez d'ouvrages ou d'articles de référence ou si vous connaissez des sites web de qualité traitant du thème abordé ici, merci de compléter l'article en donnant les références utiles à sa vérifiabilité et en les liant à la section « Notes et références ».
Albums de Juliette
Nour
(2013) Chansons de là où l'œil se pose
(2023)
J'aime pas la chanson est le neuvième album studio de Juliette, paru en février 2018. 
- Juliette : chant, piano
- Franck Steckar : percussions, accordéon, trompette, clavier/ piano
- Philippe Brohet : flute, clarinette, trompette
- Bruno Grare : percussions, tuba
- Christophe Devilliers : contrebasse, trombone

## Chansons
Les douze pistes de cet album sont :
| 1.  | Procrastination         | 4:21 |
| 2.  | À carreaux !            | 3:47 |
| 3.  | Météo marine            | 4:31 |
| 4.  | Bijoux de famille       | 3:34 |
| 5.  | J'aime pas la chanson ! | 2:47 |
| 6.  | Une adresse à Paris     | 3:26 |
| 7.  | Madame                  | 3:49 |
| 8.  | C'est ça, l'rugby !     | 2:42 |
| 9.  | Aller sans retour       | 3:51 |
| 10. | Midi à ma porte         | 2:07 |
| 11. | Je remercie             | 3:56 |
| 12. | Dans mon piano droit    | 2:27 |